# Golpe de Estado en Omán de 1970
El golpe de estado en Omán en 1970 fue la caída sin sangre del sultán Said bin Taimur por su hijo Qaboos bin Said al Said en Omán el 23 de julio de 1970. Ocurrió durante la Guerra de Dhofar, el golpe de Estado fue ejecutado con El apoyo militar británico permitió que el Sultán bin Taimur fuera depuesto y enviado al exilio a Reino Unido. El golpe ocurrió en un momento crucial en la historia moderna de Omán, ya que el Sultán Qaboos emprendió rápidamente una serie de reformas de gran alcance para modernizar al Sultanato de Omán, transformando a Omán de un estado atrasado y subdesarrollado en un país equivalente a muchas naciones occidentales en términos de paz y desarrollo económico. A su muerte en enero de 2020, el sultán Qaboos bin Said al Said era el gobernante con más tiempo en regir y gobernar a un país en el Medio Oriente.

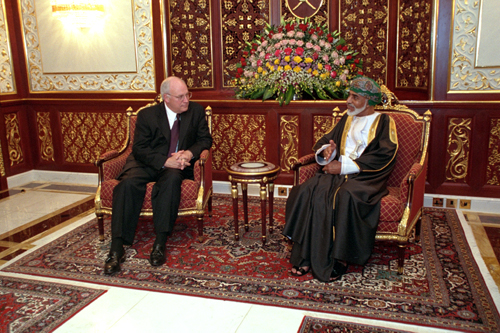
Sultan Qaboos reunido con el Vicepresidente de los Estados Unidos Dick Cheney en el 2002.

## Antecedentes
Comenzando a fines del siglo XIX, Omán fue gradualmente influenciado por el Imperio Británico a través de una serie de tratados y arreglos diplomáticos. Finalmente, el Sultán se convirtió en una posición cada vez más dependiente de Gran Bretaña para su apoyo y asesoramiento. Las principales fuentes de ingresos del reino, especialmente el comercio de esclavos y el tráfico de armas, fueron inhibidas por los británicos, lo que resultó en enfrentamientos entre el Reino y los miembros de las tribus en el interior del país. Estas confrontaciones llevaron a Omán a buscar el apoyo militar de los británicos que se comprometieron a defender al Sultán Faisal bin Turki, ahora un títere británico, de los intentos de derrocarlo.
En 1913, el sultán Taimur bin Feisal tomó las riendas de Omán y devolvió el reino a una situación financiera más estable y sofocó los disturbios tribales en el país. Gobernó hasta su abdicación en 1932, momento en el cual su hijo mayor, Said bin Taimur, asumió el cargo de Sultán.
Bajo el gobierno del Sultán Said bin Taimur, Omán se volvió cada vez más aislacionista y anacrónico. Los disturbios internos florecieron como en el caso de la Guerra Jebel Akhdar y la Rebelión Dhofar. Sultan bin Taimur se hizo cada vez más dependiente de los británicos para mantener el control en su propio país, que se negó a gobernar de manera moderna, incluso se negó a abandonar su palacio después de un intento de asesinato. La Rebelión de Dhofar fue una insurgencia comunista lanzada en 1963 y desde entonces había invadido el país, enfrentando a las tropas omaníes lideradas por los británicos contra los insurgentes principalmente en la parte sur del país. Las Fuerzas Armadas del Sultán o Fuerzas Armadas del Sultanato de Omán (FAS) estaban en general bajo el control de los comandantes británicos, incluidos el coronel Hugh Oldman, que comandaba las tropas del sultán en Muscat, y el brigadier John Graham, que era el comandante general de las Fuerzas Armadas. Para 1970, la única fuente importante de ingresos del país, los petrodólares, iba a combatir a los insurgentes o directamente a las arcas del sultán. El pobre liderazgo del país del sultán bin Taimur y la excesiva dependencia del apoyo militar británico agravaron al gobierno británico, que comenzó a ver la deposición de Taimur como la única forma viable de derrotar la creciente insurgencia comunista de Omán y dio paso al golpe de Estado de 1970. Las autoridades británicas se pusieron en contacto con el hijo del sultán, Qaboos bin Said al Said, que estaba bajo arresto domiciliario según las órdenes de su padre, colocando mensajes de voz en cintas de casete musical y le informaron sobre el plan que el gobierno estaba preparando para derrocar a su padre. Qaboos estuvo de acuerdo y la operación continuó.

## Golpe de Estado

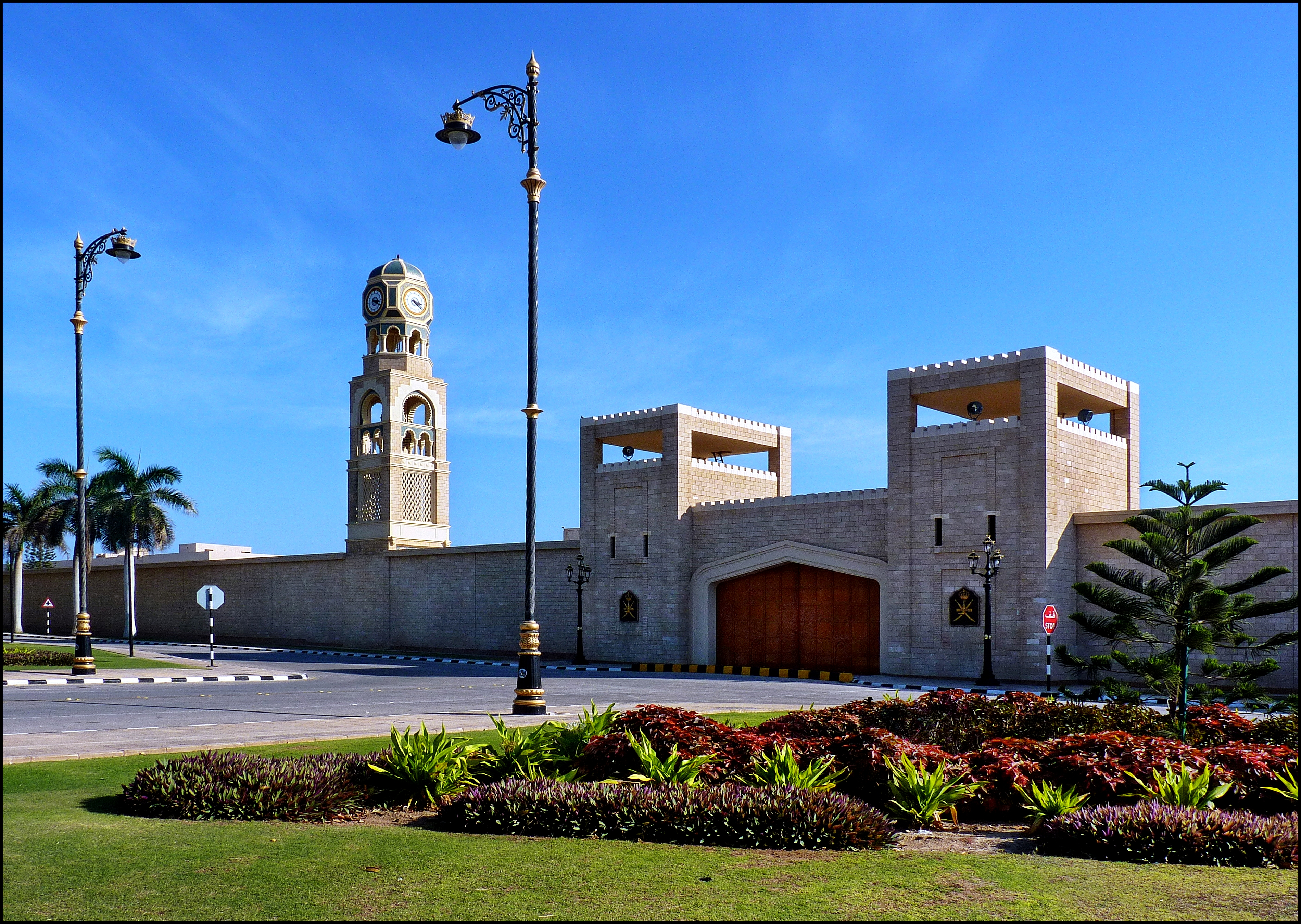
palacio de Al Husn donde se dio el golpe de Estado

Según los informes, el 23 de julio de 1970, Qaboos bin Said al Said, el hijo de 29 años del sultán y graduado de la Real Academia Militar de Sandhurst, informó a los comandantes británicos de su intención de destituir a su padre. Sin embargo, la planificación del golpe había estado en marcha durante varias semanas y las unidades militares lideradas por los británicos estaban en posición de derrocar al sultán. El brigadier John Graham convocó a los comandantes árabes de alto rango del Regimiento del Desierto, la principal unidad del ejército que llevaría a cabo el golpe, y les informó de la carta que les envió Qaboos "dirigiendo" a los oficiales británicos para llevar a cabo el golpe. La reunión aseguró su lealtad y cooperación. Ray Kane, un comandante de la compañía británica en el Regimiento del Desierto, recibió la orden de capturar al sultán vivo si es posible.
Las tropas llegaron al palacio de al-Husn en Salalah y no encontraron resistencia. Los jeques tribales de los quinientos guardias encargados de defender el exterior del palacio habían sido persuadidos por los británicos para que ordenaran a sus hombres que se retiraran antes del golpe. Ray Kane llevó a sus hombres al palacio e inmediatamente desarmó a los otros guardias del palacio. El resto del golpe fue llevado a cabo predominantemente por tropas árabes para cubrir el alcance de la participación extranjera en la operación. Durante el golpe, Said bin Taimur le disparó al jeque Braik Al Ghafri, un conspirador golpista e hijo de un prominente gobernador omaní, en el estómago antes de disparar accidentalmente su propio pie mientras armaba su pistola. Dijo bin Taimur logró escapar rápidamente con algunos confidentes y guardaespaldas a través de una serie de pasajes y túneles ocultos, pero sería rápidamente recapturado. El sultán herido insistió en que su consejero le enviara un mensaje urgente al coronel Hugh Oldman informándole de los hechos ocurridos, pero el mensaje fue ignorado. El golpe terminó cuando Said bin Taimur firmó un documento de abdicación, entregando el control del país a su hijo Qaboos. Bin Taimur sería expulsado del país en una Britannia de la Royal Air Force Bristol Britannia primero a Baréin para recibir tratamiento médico y luego a Londres, donde vivió los dos años restantes de su vida en una suite en The Dorchester, un hotel de lujo.

## Consecuencias

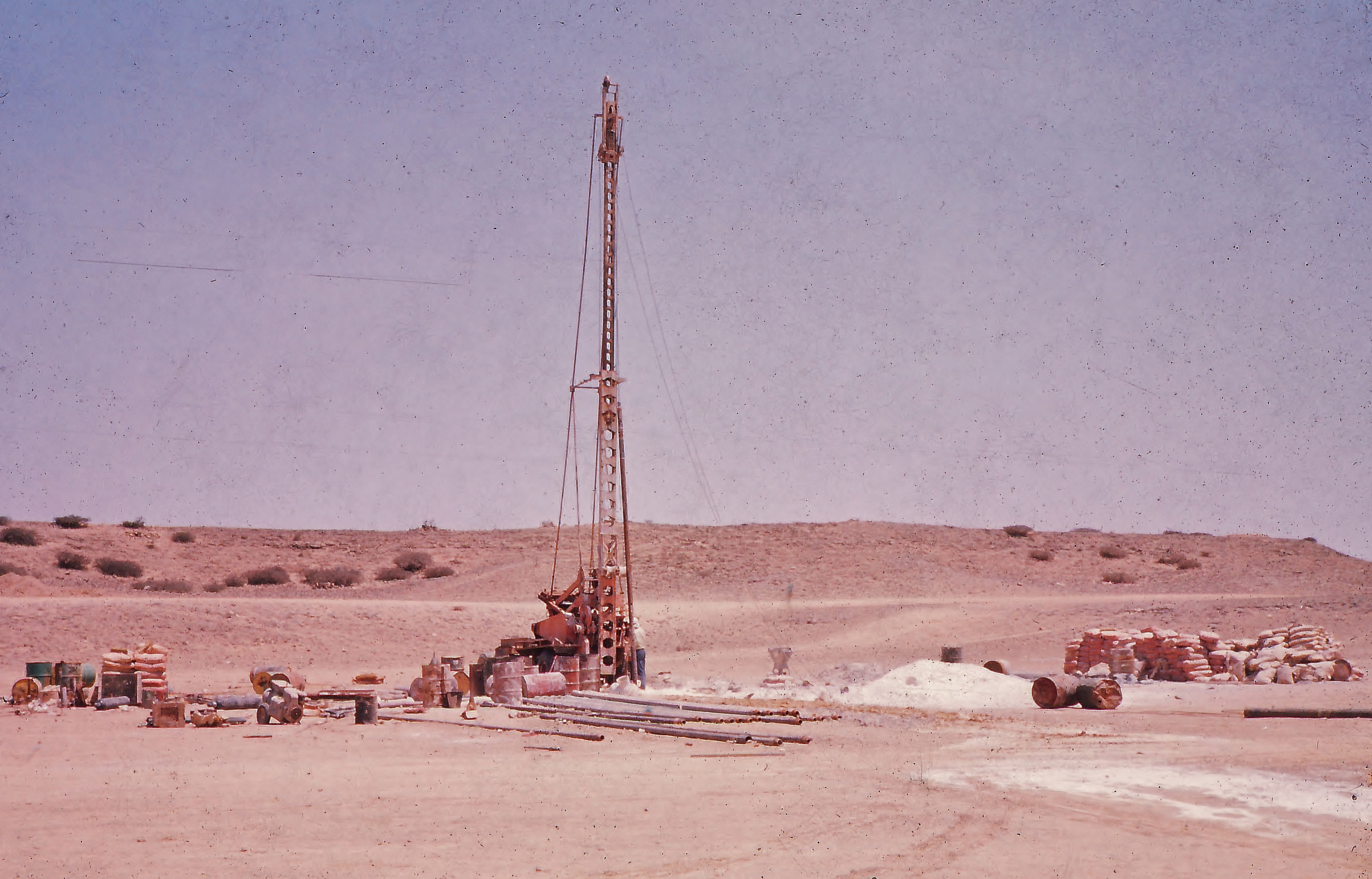
Yacimiento petrolero en Omán en 1971

El sultán Qaboos bin Said al Said estableció inmediatamente sus prioridades para modernizar el país y derrotar a la insurgencia en el recientemente renombrado Sultanato de Omán. Antes de tomar el trono, Omán no tenía escuelas secundarias, solo un hospital y diez kilómetros de caminos pavimentados. Los ingresos petroleros del país se redirigirán a iniciativas económicas, alejando al país de la agricultura y la pesca de subsistencia y construyendo una infraestructura moderna. Se erigieron escuelas, se electrificó el país, se construyeron numerosas carreteras y los periodistas occidentales dejaron de etiquetar a Omán como "medieval". La esclavitud fue prohibida y en 1975 la insurgencia había sido suprimida en un esfuerzo internacional. En 1980, Omán tenía 28 hospitales, 363 escuelas y 12,000 kilómetros de caminos pavimentados. Además, se estableció Majlis Al-Shura, que tenía el poder de revisar la legislación y convocar a los ministros del gobierno a reunirse. La inestabilidad interna en Omán terminó exitosamente con la iniciativa de Qaboos de incluir a todos los grupos étnicos y tribales en la administración del país y otorgar amnistía a los ex rebeldes. Bin Taimur murió en 1972 en Londres y el sultán Qaboos continuó gobernando Omán.
La eliminación de Taimur revirtió el éxito de la Rebelión de Dhofar, que estaba demostrando ser un gran desafío para Omán y una amenaza existencial creciente para el gobierno respaldado por los británicos. Sultan Qaboos ha lanzado un esfuerzo concertado de £ 400 millones para modernizar las fuerzas armadas de Omán, incluso creando una armada para proteger las exportaciones de petróleo del país. Los rebeldes comunistas perdieron gradualmente sus bases de apoyo extranjero en la Unión Soviética y la República Popular de China después de una serie de derrotas militares. Esto, junto con la creciente oposición internacional a la rebelión, incluido el despliegue de tropas iraníes en 1973, condujo a una derrota final de los rebeldes en 1975.
La participación del gobierno británico en el golpe de Estado fue denegada durante cuarenta años, la narración oficial fue que el golpe fue llevado a cabo predominantemente por tropas árabes con sus comandantes británicos participando en una iniciativa personal. De hecho, el golpe había sido planeado por el MI6, el Ministerio de Relaciones Exteriores y el Ministerio de Defensa y el Primer Ministro británico Edward Heath le dio luz verde. Además, el plan de contingencia del evento indicó que Qaboos estaría bajo la protección de las tropas británicas y luego sería retirado del país si el golpe había fracasado.